# Capitão América: O Primeiro Vingador
Captain America: The First Avenger (bra/prt: Capitão América - O Primeiro Vingador) é um filme de super-herói estadunidense de 2011, baseado no personagem Capitão América, da Marvel Comics. Produzido pela Marvel Studios e distribuído pela Paramount Pictures, é o quinto filme do Universo Cinematográfico Marvel. Dirigido por Joe Johnston e escrito por Christopher Markus e Stephen McFeely, é estrelado por Chris Evans, Tommy Lee Jones, Hugo Weaving, Hayley Atwell, Sebastian Stan, Dominic Cooper, Stanley Tucci, Toby Jones, Neal McDonough e Derek Luke.
Ambientado na Segunda Guerra Mundial, a trama mostra a história de Steve Rogers, um corajoso morador do Brooklyn que tenta se alistar no exército. No entanto, o jovem é rejeitado por conta de sua saúde frágil. É então que aparece o Dr. Abraham Erskine, que oferece a Rogers a oportunidade de participar de um projeto experimental para criar um "super soldado". Com a ajuda de um soro especial e de irradiações dos raios "Vita" durante o experimento, os oficiais militares conseguem transformá-lo em um novo homem, a personificação de um soldado perfeito. Interessados em trabalhar a imagem de Rogers com o objetivo de adquirir mais soldados voluntários, o exército decide não arriscar a vida do jovem nas batalhas de guerra. Contudo, o fracasso dos americanos contra os nazistas faz com que Rogers entre em ação e assuma a alcunha de Capitão América, usando seus dons para combater o Caveira Vermelha (Johänn Schmidt), um auxiliar de armas de Adolf Hitler e líder da Hidra, uma misteriosa organização que pretende usar um dispositivo chamado Tesseract como fonte de energia para dominar o mundo.
Captain America: The First Avenger estreou no El Capitan Theatre em 19 de julho de 2011. Foi lançado nos Estados Unidos em 22 de julho de 2011, chegando no dia 29 de julho de 2011 no Brasil. Estreou em Portugal no dia 4 de agosto de 2011. Para o Brasil, foi feito um pedido ao Ministério da Justiça para distribuir o filme com o selo de não recomendado para menores de 10 anos, mas o pedido foi negado e recebeu o selo 12 anos por conter violência. Recebeu críticas geralmente favoráveis, destacando-se as performances de elenco, em especial Evans, os efeitos visuais, a direção de Joe Johnston e a narrativa ambientada na Segunda Guerra Mundial, apesar de alguns apontarem falta de originalidade em seu enredo. Arrecadou mais de US$ 370 milhões mundialmente, contra um orçamento de US$ 140 milhões. Uma sequência, intitulada Captain America: The Winter Soldier, estreou em 4 de abril de 2014.

## Enredo
Nos dias atuais, cientistas no Ártico descobrem uma espécie de nave metálica gigante. Dentro, encontram um escudo com um desenho vermelho, azul e branco.
Em março de 1942, o oficial nazista Johänn Schmidt e seus homens invadem Tønsberg, na Noruega, para roubar o misterioso Tesseract, um objeto místico com poderes incalculáveis. Em Nova Iorque, o jovem Steve Rogers é rejeitado pelo Exército dos Estados Unidos para lutar na Segunda Guerra Mundial devido à sua saúde frágil e seus diversos problemas físicos. Enquanto visita a Feira Mundial com seu melhor amigo Bucky Barnes, Rogers novamente tenta se alistar, sem sucesso. No entanto, após escutar a conversa de Rogers com Barnes sobre o seu desejo de ajudar na guerra, o Dr. Abraham Erskine permite que Rogers se aliste. Ele é recrutado como parte de um experimento de "super soldados" sob o comando do Coronel Chester Phillips, do Dr. Erskine e da agente britânica Peggy Carter. O Coronel Phillips não está convencido de que Rogers é a pessoa certa para o procedimento devido ao físico do rapaz, mas reconhece seu caráter e sua bravura. O Dr. Erskine afirma a Rogers que ele foi escolhido para o experimento, e revela que Schmidt foi o primeiro a passar pelo procedimento, porém a fórmula ainda estava incompleta, causando sérios danos em seu corpo.
Na Europa, Schmidt e seu cientista, o Dr. Arnim Zola conseguem, com sucesso, canalizar a energia do Tesseract, com a intenção de usar seu poder para viabilizar as invenções de Zola, sobretudo suas armas. Schmidt também descobre a localização de Erskine e envia um assassino para matá-lo. Nos Estados Unidos, o experimento é realizado, e Rogers emerge do procedimento mais alto e musculoso, provando que o soro de Erskine foi um sucesso. Porém logo em seguida, um agente infiltrado que assistia o procedimento juntamente com os militares, Heinz Kruger, mata Erskine, destrói a maior parte do soro e foge com um frasco do mesmo, revelando-se como o assassino a mando de Schmidt. Rogers o persegue e consegue capturar Kruger, mas o assassino comete suicídio através de uma cápsula de cianeto antes que possa ser interrogado.

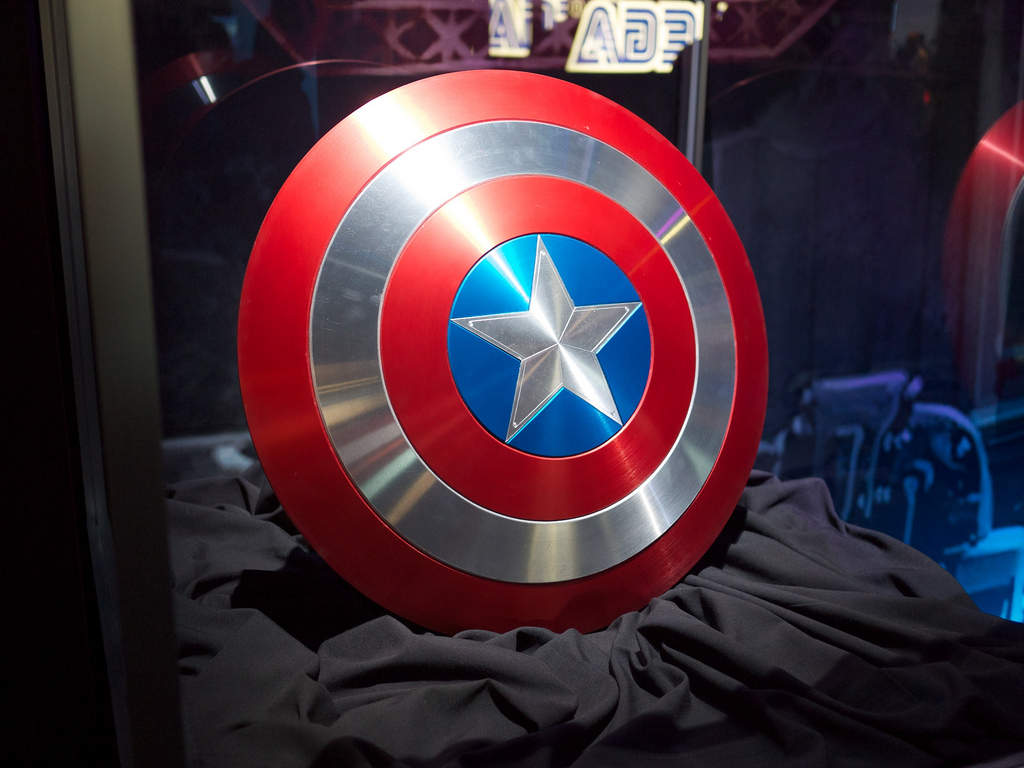
Escudo do Capitão América, elaborado por Howard Stark e feito de Vibranium

Com Erskine morto e a fórmula do super soldado perdida, Rogers se torna tudo que restou do experimento, porém o Coronel Phillips se recusa a levá-lo para guerra. O Senador Brandt oferece um emprego a Rogers, fazendo-o assumir o personagem Capitão América para fazer propaganda do bônus de guerra. O personagem de Rogers se torna um sucesso e ele viaja por todo o país, fazendo aparições públicas e até mesmo gravações de programas de televisão, até que em uma turnê se apresentando para militares na Itália, Rogers descobre que a unidade de seu amigo Barnes perdeu a batalha contra as forças de Schmidt e que Barnes está desaparecido. Recusando-se a acreditar que Barnes está morto, Rogers decide ir até a base para onde foram levados os prisioneiros, auxiliado pela Agente Carter, que convoca o brilhante milionário Howard Stark para levar Rogers de avião até a base. Rogers se infiltra, sozinho, na fortaleza da Hidra, organização de Schmidt, liberta Barnes e os outros soldados capturados e confronta Schmidt, que revela que seu rosto é uma máscara. Ao removê-la, mostra sua face vermelha, semelhante a um crânio, fruto do procedimento inadequado que ele tomou ao ingerir o soro incompleto de Erskine, passando a ser conhecido como Caveira Vermelha. Schmidt escapa e destrói a própria base enquanto Rogers tenta escapar com os demais soldados. Dias depois, quando o Coronel Phillips já está prestes a declarar Rogers morto em combate, ele chega na base aliada com Barnes e mais de cem soldados libertados.
Agora com o aval de Phillips, Rogers recruta Barnes, Dum Dum Dugan, Gabe Jones, Jim Morita, James Montgomery Falsworth e Jacques Dernier, formando uma equipe conhecida como Comando Selvagem, cuja missão é atacar as outras bases da Hidra conhecidas. Stark desenvolve um novo traje para Rogers com equipamentos avançados, em especial um escudo circular feito de Vibranium, um metal raríssimo e quase indestrutível. Rogers e sua equipe conseguem destruir com sucesso diversas bases da Hidra, forçando Schmidt a recuar. Um dia, a equipe invade um trem nos Alpes onde se encontrava Zola. Este é capturado, mas Barnes cai do trem, onde despenca de um penhasco e aparentemente morre. Utilizando informações extraídas de Zola, a última fortaleza de Hidra é localizada e Rogers lidera um ataque à base. Eles conseguem tomar a base, porém Schmidt consegue embarcar em uma aeronave cheia de bombas destinadas à grandes cidades americanas. Com a ajuda de Carter e Phillips, Rogers sobe na aeronave de Schmidt e eles entram em combate. Durante a luta, o recipiente com o Tesseract é danificado, e ao tocá-lo, Schmidt dissolve sob uma luz branca. O objeto cai, atravessando a estrutura da aeronave e caindo no oceano. Rogers assume o controle da aeronave, mas, apesar de conseguir fazer contato com Peggy pelo rádio, ele não consegue encontrar uma forma de impedir que as bombas alcancem seu destino. Ele então se sacrifica derrubando o avião no meio do Ártico. Algum tempo depois, Stark consegue recuperar o Tesseract do fundo do oceano e continua a procurar Rogers e a aeronave.
Rogers acorda em um quarto de hospital aparentemente ambientado nos anos 1940. Ele rapidamente deduz que algo está errado devido a um jogo de beisebol no rádio, que ele reconhece como já tendo ouvido. Rogers então foge do cenário falso, corre por corredores de um moderno prédio e finalmente alcança a rua, que revela na verdade ser a atual Times Square. Acompanhado de diversos carros e seguranças, surge Nick Fury, que o informa que ele permaneceu congelado por quase 70 anos. Rogers apenas lamenta ter perdido seu encontro com Peggy.
Em uma cena após os créditos, Fury aborda Rogers, propondo uma missão com ramificações por todo o mundo: a Iniciativa Vingadores.

## Elenco

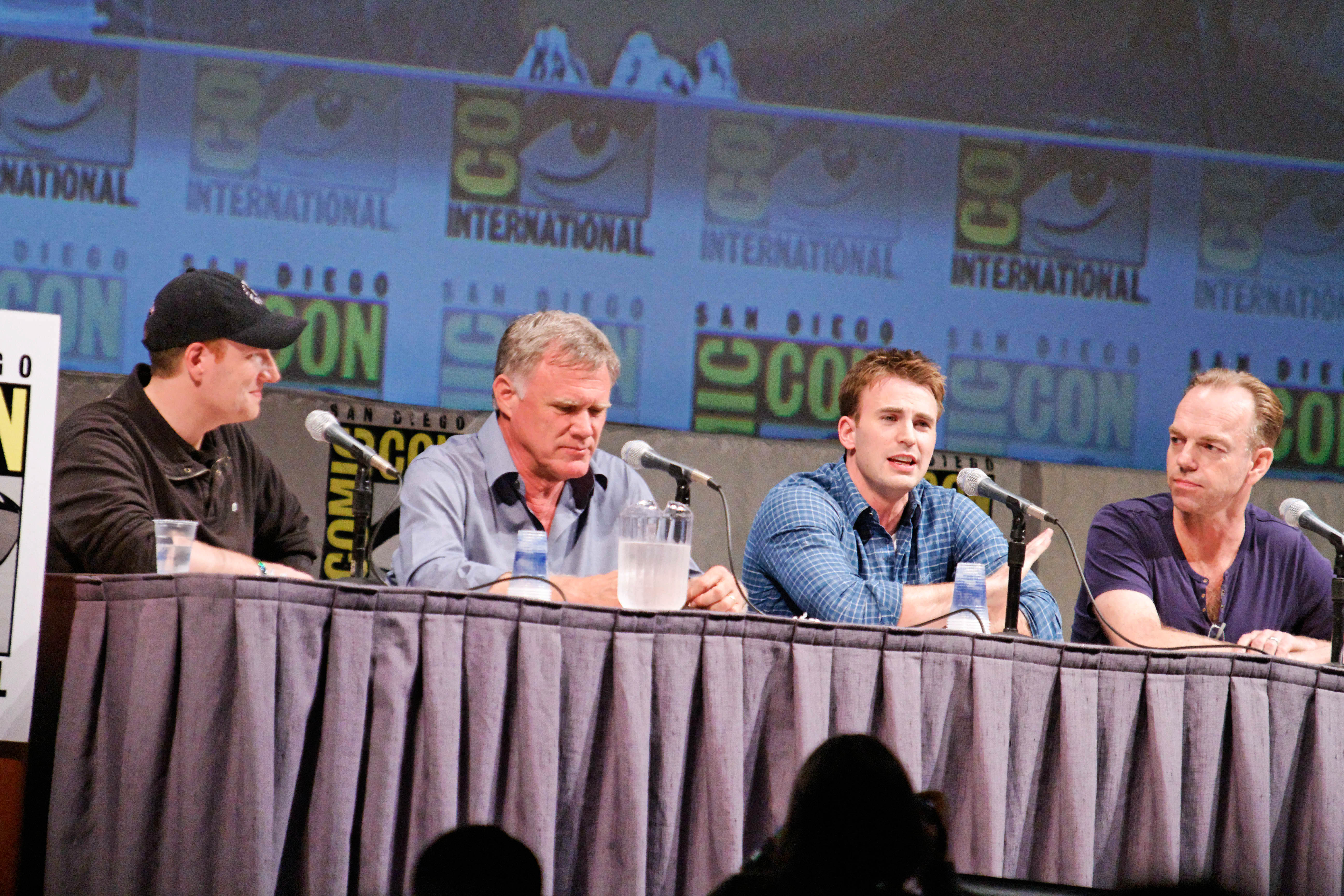
Kevin Feige (produtor), Joe Johnston (diretor) e os atores Chris Evans e Hugo Weaving na Comic-Con de 2010

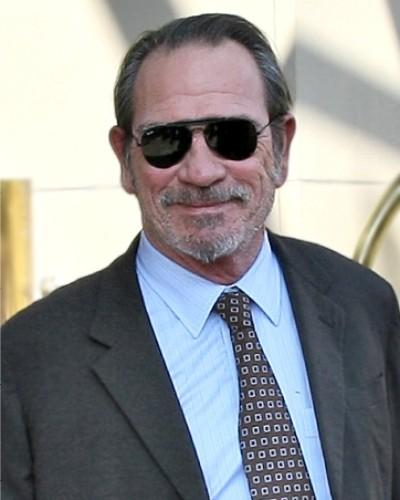
Tommy Lee Jones como Chester Phillips

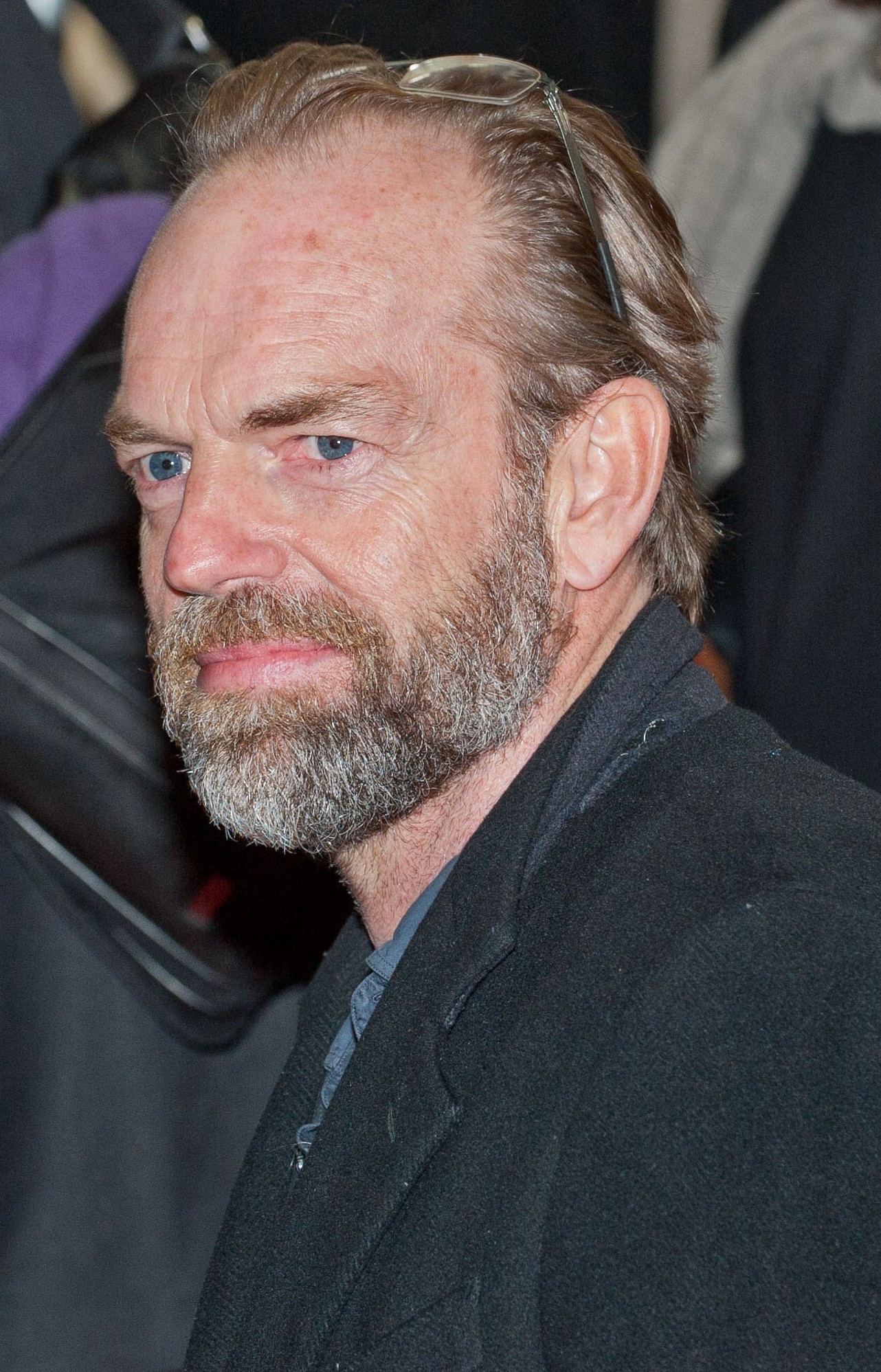
Hugo Weaving interpreta Jöhann Schmidt

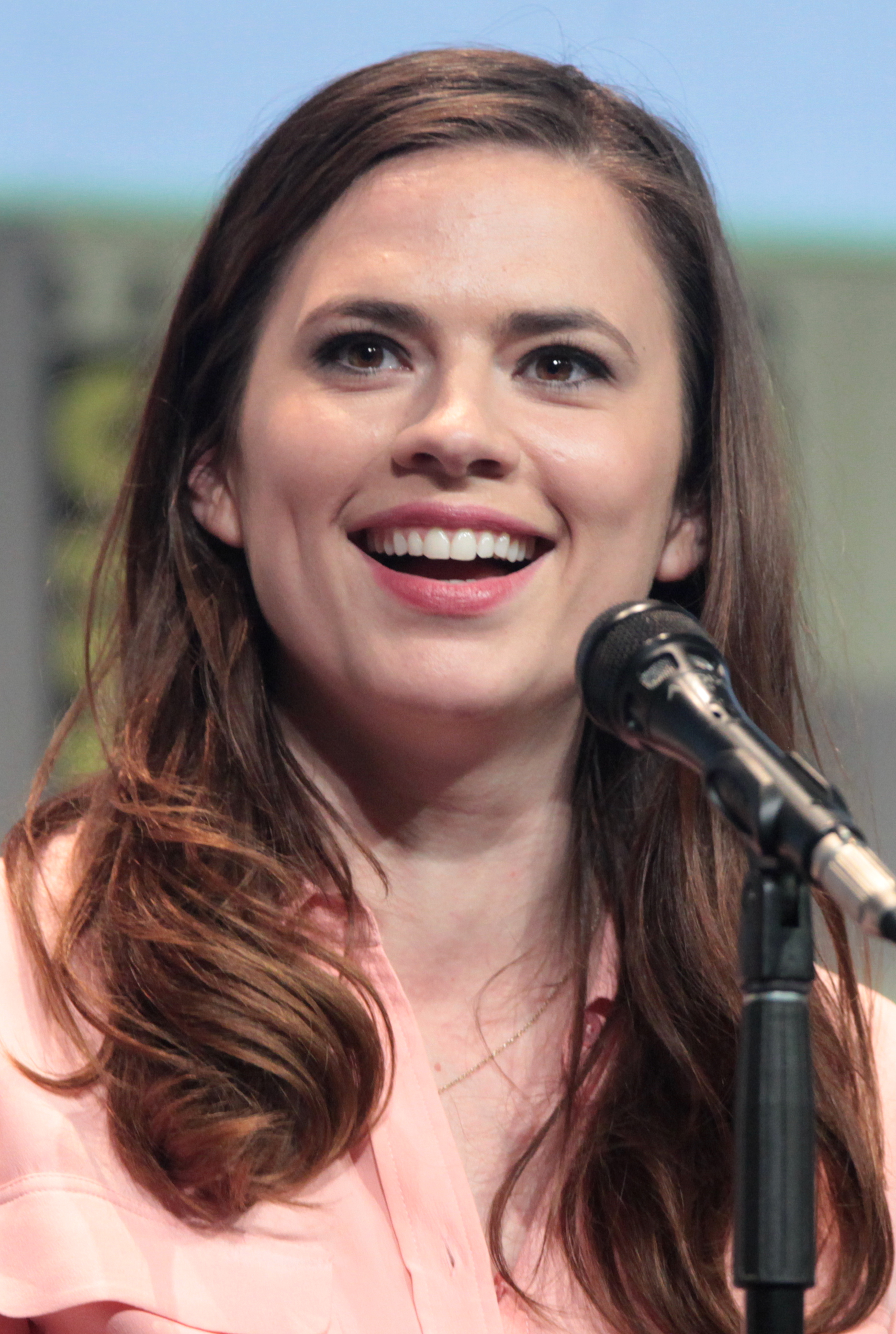
Hayley Atwell atua como Peggy Carter

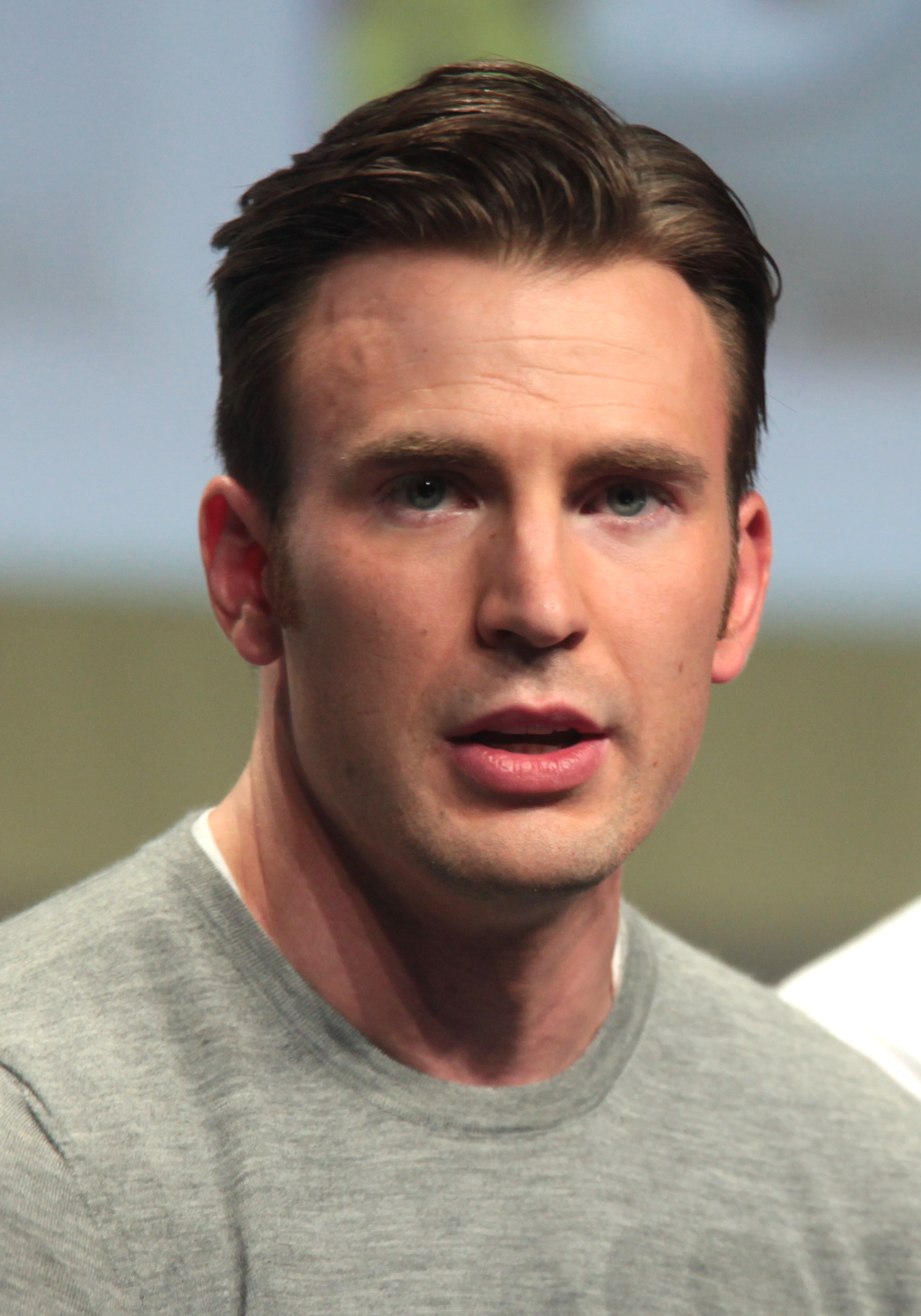
Chris Evans vive Steve Rogers

- Chris Evans como Steve Rogers/Capitão América:
Um jovem frágil e fraco que é aprimorado ao ápice da habilidade humana através de um soro experimental para ser usado como arma de guerra pelos EUA. Evans, que anteriormente havia trabalhado com a Marvel como o Tocha Humana na série de filmes do Quarteto Fantástico, disse que recusou o papel três vezes antes de assinar um contrato de seis filmes com a Marvel Studios, explicando que, "Na época, eu lembro contando para um amigo meu, Se o filme for um fracasso, eu estou "f----do". Se o filme for um sucesso, eu estou "f----do"! Eu estava com medo. E percebi que meu processo de tomada de decisão foi baseado no medo. Eu não acredito que eu quase amarelei para interpretar o Capitão América". Ele, enfim, aceitou o papel, dizendo, "Eu acho que a Marvel está fazendo muitas coisas boas agora, e é um personagem divertido. [...] Eu acho a história do Steve Rogers incrível. Ele é um cara incrível. Mesmo se fosse um roteiro sobre qualquer um, eu provavelmente ainda gostaria de interpretá-lo. Então, não foi necessariamente por ser sobre um personagem dos quadrinhos." Sobre a vasta gama de habilidades do personagem Evans comentou, "Ele arrasaria nas Olimpíadas. Ele dominaria qualquer esporte olímpico. Ele pode pular mais alto, correr mais rápido, levantar mais peso, mas ele pode ser machucado. Ele poderia torcer o tornozelo e ter que largar a temporada. Ele não é perfeito, ele não é intocável. Então, em muitos dos efeitos, se eu for socar alguém, eles não vão ser puxados por um cabo e voar 15 metros pra trás, mas eles vão cair e, provavelmente, não vão levantar, o que o deixa mais humano. Ele é de um jeito que eu acho que todos conseguem se relacionar um pouco." O ator de teatro Leander Deeny foi o dublê de corpo em algumas cenas do Steve Rogers com o físico pré-transformação, também aparecendo como um garçom de bar.
- Tommy Lee Jones como Coronel Chester Phillips:
Um coronel do Exército dos Estados Unidos e membro da Reserva Científica Estratégica que comanda o projeto para criar super soldados. O personagem dos quadrinhos foi atualizado, porque Phillips, originalmente, foi o que recrutou Rogers para entrar no Projeto Renascimento, que o transformou no Capitão América. Jones descreveu seu personagem como "aquele que você já viu em milhares de filmes: o oficial áspero e cético, que supervisiona um grupo de soldados talentosos, meio sarcásticos, especialmente talentosos."
- Hugo Weaving como Jöhann Schmidt/Caveira Vermelha:
Chefe de armamento avançado de Adolf Hitler e comandante da organização terrorista HIDRA, cujo próprio plano de dominação mundial envolve aproveitar-se do poder do objeto mágico conhecido como o Tesseract. Weaving afirmou que ele modelou o sotaque do Caveira Vermelha baseado em Werner Herzog e Klaus Maria Brandauer. Sobre o personagem, Weaving comentou, "Eu acho que a maior diferença entre o Caveira e o Capitão, ambos possuem o soro, e o soro parece enfatizar certas qualidades que cada um tem. O Capitão é mais ligado às outras pessoas, eu acho. O Schimidt é ligado a ele mesmo, e à suas próprias necessidades, e ao seu próprio ego. Desse ponto de vista, eles são o oposto."
- Hayley Atwell como Peggy Carter:
Uma oficial da Reserva Científica Estratégica que trabalha com Phillips no projeto dos super soldados e é o interesse amoroso de Rogers. Sobre sua preparação para o papel, ela comentou, "Estou treinando no momento, seis dias por semana para fazê-la um pouco mais militar e deixar mais convincente que ela poderia acabar com qualquer um." Sobre o personagem, Atwell afirmou, "Eu comparei a personagem à famosa Ginger Rogers. Ela faz tudo que o Capitão América faz, mas de costas e de salto. Ela é uma soldado inglesa, mesmo que sempre esteja fabulosa. Ela pode ficar lá com uma metralhadora atirando em nazistas, mas ela obviamente foi ao banheiro antes passar um batom. Ela não precisa ser resgatada. Isso é animador para mim – sua força". Ela acrescentou, "Eu acho ela um pouco teimosa, uma mulher levemente frustrada que luta por ser uma mulher naquela época. Mas, o mais importante, ela é uma mulher moderna e ela vê algo no Capitão América com que ela se relaciona, e se torna sua alma gêmea. Ele a trata de um jeito muito diferente do que ela já foi tratada por muitos homens, nesse mundo dominante que ela vive. Então, ela é bem batalhadora."
- Sebastian Stan como Bucky Barnes:
Um sargento do Exército dos Estados Unidos, melhor amigo de Rogers e membro do seu comando selvagem. Stan assinou contrato de cinco ou seis filmes. Ele revelou que ele não sabia nada dos quadrinhos, mas assistiu muitos documentários e filmes sobre a 2.ª Guerra Mundial em preparação para o papel, dizendo que a minissérie Irmãos de Guerra foi "de muito bom uso". Sobre o papel, Stan afirmou, "Steve Rogers e Bucky são ambos órfãos e meio que irmãos. Eles cresceram juntos e cuidavam um do outro. É algo bem humano, e relacionável... Eu também tive o cuidado de me preocupar como a relação deles mudou quando Steve Rogers se tornou o Capitão América. Sempre há uma competição e eles sempre estão tentando superar o outro. Eu prestei atenção em como o Bucky é afetado pela mudança de Steve e, de repente, Steve é um líder".
- Dominic Cooper como Howard Stark:
O pai de Tony Stark, que trabalhou em vários projetos do governo antes da 2.ª Guerra Mundial. Sobre o papel, Cooper afirmou, "É uma oportunidade aonde você pode ver o seu futuro porque eu conheço o cara que se torna meu filho e eu me vejo em uma versão idosa em Homem de Ferro 2, o que é ótimo para um ator, quando se tem todas essas ferramentas. Tudo que eu sei dele é que ele é um fantástico engenheiro e inventor e do tipo de Howard Hughes que é a fim de aviação e mulheres!"
- Neal McDonough como Timothy "Dum Dum" Dugan: Membro do esquadrão de Steve Rogers. McDonough disse que adotou o emblemático bigode de Dugan e usou o chapéu icônico do personagem, um chapéu-coco. Sobre seu personagem no filme ele comentou, "Vou ver muita ação. Eu sou o cara que topa tudo, então estou muito feliz."
- Derek Luke como Gabe Jones: Membro do esquadrão de Steve Rogers. Luke disse que ele foi escalado sem roteiro e pouco descrição do personagem. Sobre o porquê de ter aceitado o papel, "Eu acreditava que a Marvel estava fazendo um ótimo trabalho, ótimas mensagens nos filmes".
- Stanley Tucci como Dr. Abraham Erskine: O cientista que criou o Soro do Super Soldado. Tucci disse que o que o atraiu para o papel foi a oportunidade de fazer um sotaque alemão, algo que ele sempre quis tentar.
- Toby Jones foi escalado como Dr. Anim Zola, um bioquímico do partido nazista, que trabalha para o Johänn Schimdt.
- Samuel L. Jackson reprisa seu papel como Nick Fury, o diretor da agência de espionagem S.H.I.E.L.D.. Kenneth Choi aparece como Jim Morita, um membro nipo-americano do esquadrão de Steve Rogers. Choi disse que foi o último ator a fazer a audição para o papel e que ele leu falas de O Resgate do Soldado Ryan. Bruno Ricci interpreta Jacques Dernier, um membro francês do esquadrão de Steve Rogers. JJ Feild aparece como James Montgomery Falsworth, um membro britânico do esquadrão. Feild caracterizou seu papel no filme como "um trabalho bem físico. Eu interpreto um dos ajudantes do Capitão, então eu estive correndo atirando e explodindo coisas e tentando parecer calmo por quase um ano." Richard Armitage interpreta Heinz Kruger, assassino particular do Caveira Vermelha, Lex Sharpnel interpreta Gilmore Hodge, um candidato ao programa super soldado, Michale Brandon interpreta Brandt, um senador dos EUA que reconhece o potencial de relações públicas do Capitão América, Natalie Dormer interpreta Lorraine, uma soldado que tenta seduzir Rogers e Jenna Coleman aparece como Connie, o par de Bucky na World Expo. Stan Lee tem um cameo como um general.

## Produção

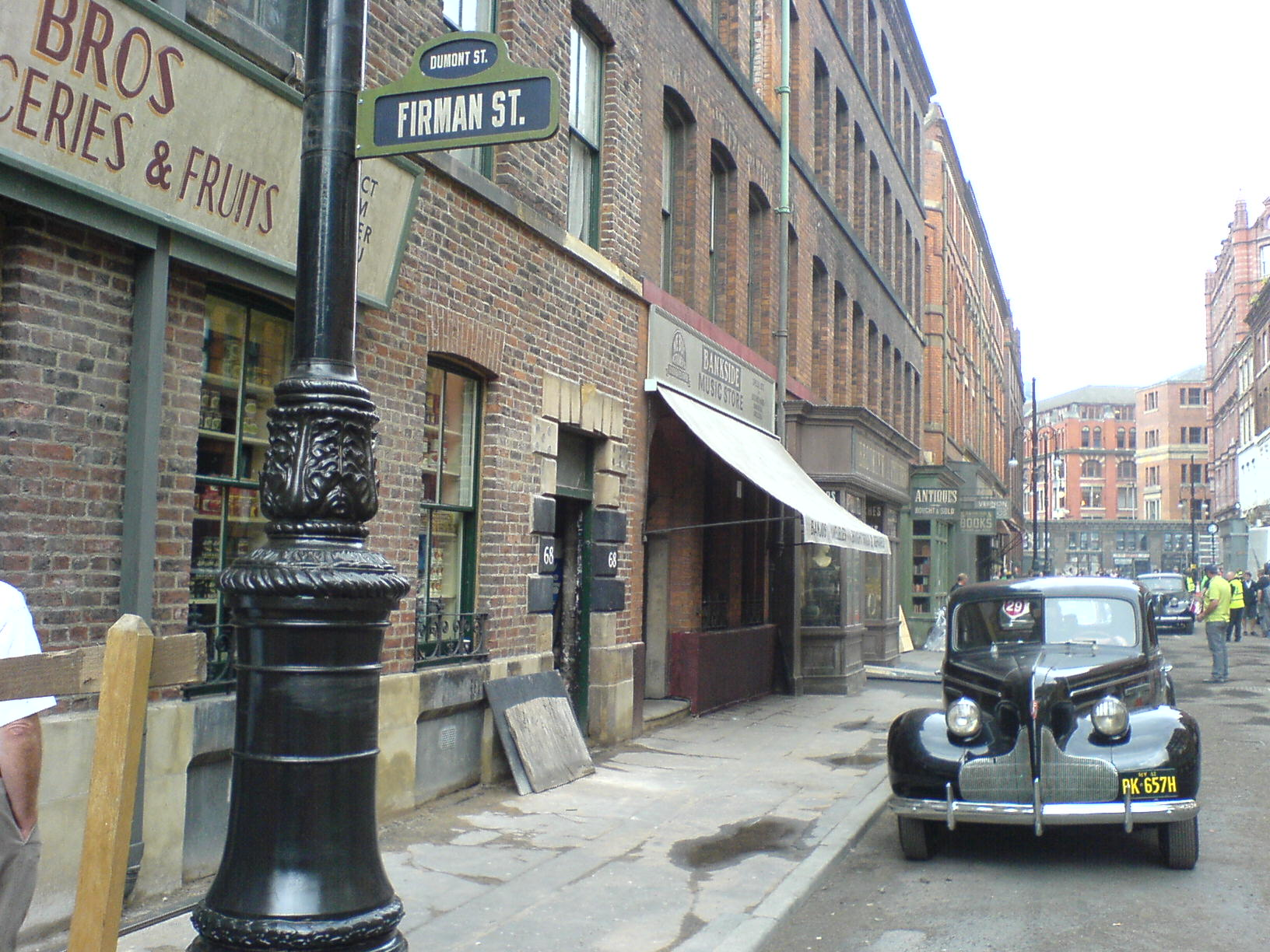
Cenário do filme, em Manchester, Reino Unido

Em 1997, a Marvel começou a negociar a produção de um filme baseado no Capitão América, e em 2000 se associou com a Artisan Entertainment para o projeto. Um processo do co-criador do personagem, Joe Simon, sobre os direitos da propriedade impediram a produção, e as pendências judiciais só se resolveram em setembro de 2003. Depois que a Marvel estabeleceu a Marvel Studios e conseguiu um empréstimo da Merrill Lynch para produzir filmes como independente, conseguiu um acordo de distribuição com a Paramount Pictures. O diretor Jon Favreau se aproximou do projeto do Capitão América, mas desistiu porque queria fazer do filme uma comédia, ao invés disso aceitando dirigir Homem de Ferro. Joe Johnston foi contatado para dirigir.
Após um atraso pela greve dos roteiristas entre 2007 e 2008, a Marvel estabeleceu uma data de estreia para 2011. Louis Leterrier, diretor de O Incrível Hulk, se interessou mas a Marvel declinou.

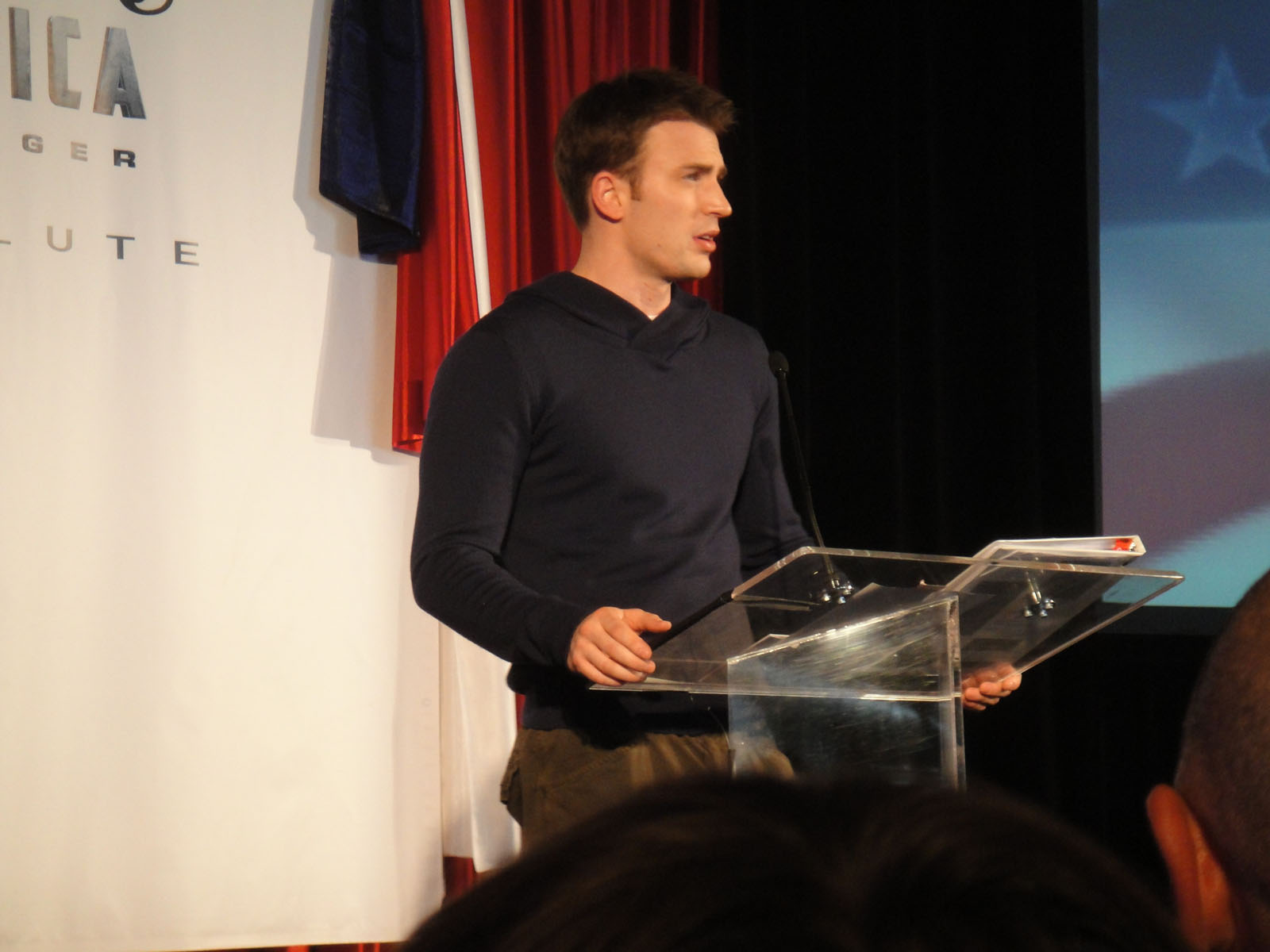
Chris Evans promovendo o filme na Comic-Con International em San Diego

Em novembro de 2008, Johnston asssinou como diretor, trazendo os roteiristas Christopher Markus e Stephen McFeely.
A produção de Captain America: The First Avenger começou em junho de 2010, com as últimas cenas sendo feitas em abril de 2011. Locações primárias foram no Reino Unido, em Londres, Manchester e Liverpool. e em Los Angeles nos Estados Unidos. Uma cena também foi filmada na Times Square, em Nova York. Uma conversão para 3D foi feita na pós-produção.
O filme possui 1600 tomadas de efeitos visuais, feitas por 13 companhias diferentes. Os mais notáveis envolvem Steve Rogers magro, feito encolhendo Chris Evans digitalmente, ou colando a cabeça de Evans em um ator magro que tentava imitar sua linguagem corporal. A cabeça do Caveira Vermelha foi feita primariamente por maquiagem, com poucos retoques digitais para, por exemplo, remover o nariz de Hugo Weaving. O design de roupas, equipamentos e veículos tentava fazer algo que realmente pudesse existir nos anos 40, com direito a basear veículos da Hidra em projetos nazistas abandonados e o carro do Caveira Vermelha em modelos da época da Mercedes-Benz.

## Recepção

### Bilheteria
No fim de semana de estreia, o filme foi o líder de bilheterias nos Estados Unidos e no Canadá, arrecadando 165,8 milhões de dólares em ingressos vendidos. Faturou um total de 193 915 269 dólares na América do Norte e 370 569 774 dólares no mundo todo. No Brasil, teve 4 840 913 espectadores e faturou 63 208 442 reais, e em Portugal conseguiu 5 095 153 euros e 588 655 espectadores.

### Crítica
Captain America: The First Avenger teve recepção geralmente favorável por parte da crítica especializada. Com um índice de 80%, o Rotten Tomatoes publicou um consenso: “Com muita ação polposa, uma vibe agradavelmente retrô e um punhado de ótimas atuações, o Capitão América é solidamente um antiquado entretenimento blockbuster”.

## Sequência
A continuação do filme, Captain America: The Winter Soldier, chegou aos cinemas em 4 de abril de 2014. Chris Evans e os roteiristas Stephen McFeely e Christopher Markus voltaram, enquanto a direção ficou com os irmãos Anthony e Joe Russo (da série televisiva Community).
Desde a divulgação de Avengers: Age of Ultron, três integrantes do grupo de super-heróis não foram divulgados que iriam fazer filmes solo: Hulk, Viúva Negra e Gavião Arqueiro. Entretanto, isto não significou que eles ficariam fora dos novos filmes, podendo surgir em participações especiais. Exatamente o que aconteceu com a Viúva Negra, presente em The Winter Soldier.